# クラフィン

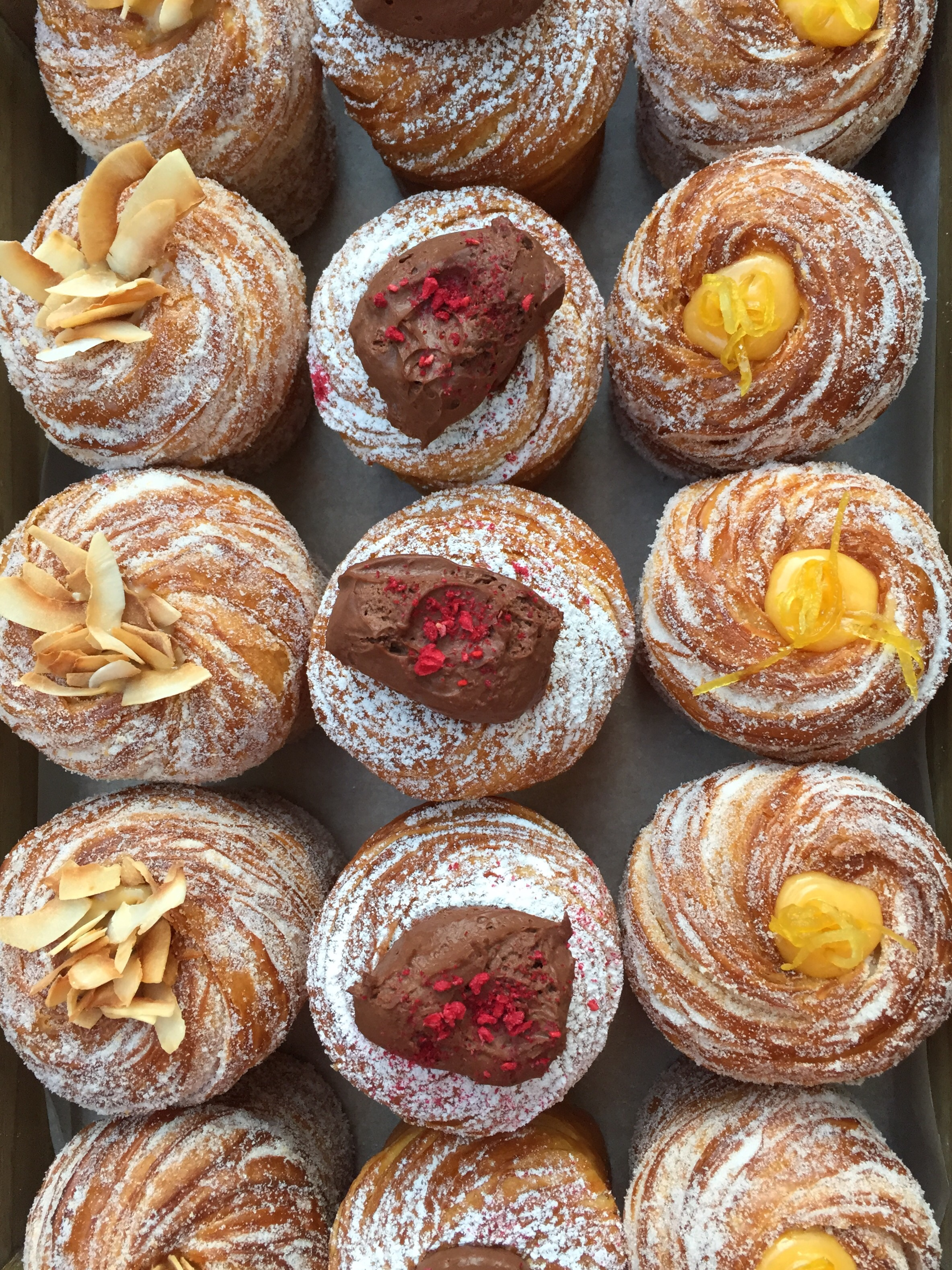
ルーン・クロワッサンテリーのクラフィン詰め合わせ

クラフィン（英語: cruffin）またはクロフィン（英語: croffin）は、クロワッサンとマフィンが合わさってできたペイストリーである。このお菓子は、積層化された生地をマフィン型に入れ、発酵させてから焼き上げることで作られる。クラフィンの中には様々なクリーム、ジャム、カスタードやフルーツカードが詰め込まれ、飾り付けられる。
2013年、オーストラリア・メルボルンの「ルーン・クロワッサンテリー（英語: Lune Croissanterie）」という店のケイト・レイド（英語: Kate Reid）がクラフィンを初めて作ったことが知られている。クラフィンはその後、サンフランシスコにあるミスターホームズ・ベイクハウス（英語: Mr. Holmes Bakehouse）が普及させ、商標登録した。それ以来、世界各地で様々なバリエーションのクラフィンが作られている。

## 歴史
1984年8月下旬、カナダ・バンクーバーで開催された移動遊園地のパシフィック・ナショナル・エキシビジョンにおいて、クラフィンを模したトレーラーの屋台でクラフィンが販売された。クラフィンは香ばしいものから甘いものまで様々な種類のものがあった。
現在のクラフィンは、2013年7月に「ルーン・クロワッサンテリー」がメルボルンのエブリデイ・コーヒーのために作ったのが始まりである。

### アメリカ合衆国
2014年11月にオーストラリアのパティシエであるライ・スティーブン（英語: Ry Stephen）と、「ミスターホームズ・ベイクハウス」の共同経営者であるアーロン・カデル（英語: Aaron Caddel）がクラフィンをサンフランシスコで広めた。
スティーブンは、2015年3月に店に侵入され、クラフィンのレシピを収めたレシピバインダーと、その他230のレシピが盗まれたと主張している。お金や製菓道具、iPadやコンピュータなどの他のものは残されていたため、起訴された者はいなかった。